# Filobasidiella depauperata
Filobasidiella depauperata är en svampart som först beskrevs av Petch, och fick sitt nu gällande namn av Samson, Stalpers & Weijman 1983. Filobasidiella depauperata ingår i släktet Filobasidiella och familjen Tremellaceae.   Inga underarter finns listade i Catalogue of Life.